# Воловик Валентин Пилипович
Валентин Пилипович Воловик (нар. 30 липня 1927, Вінниця) — український історик, педагог.

## Біографія
Народився 30 липня 1927 року у Вінниці. У 1946—1952 роках навчався на історичному факультеті Київського державного університету імені Т. Шевченка. 1968 року захистив кандидатську дисертацію на тему: «Боротьба за владу Рад на Поділлі. 1917—1920 pp.» (науковий керівник — Юрій Білан). Доцент з 1970 року.
У 1952—1956, 1963—1969 роках і з 1971 року — викладач, доцент Вінницького педагогічного інституту, у 1957—1960 роках — лектор Вінницького міськкому Компартії України, у 1969—1971 роках — доцент Вінницького філіалу Київського торговельно-економічного інституту. Викладав вітчизняну та зарубіжну історію. Активний діяч Вінницького товариства «Охорони
пам'яток історії та культури» (з 1976 року — заступник голови).

## Наукова діяльність
Автор понад 180 друкованих праць. За його ініціативою й при його активній участі підготовлено монографії:
- Вінниця; Історичний нарис. — Вінниця, 1964;
- Вивчай історію свого краю. — Вінниця, 1964;
- Вінниччина в період Великої Вітчизняної війни 1941—1945 pp. — К., 1965.

Упорядник і редактор кількох збірників документів, у тому числі «Путівника по Вінницькому облдержгфхіву» (Вінниця, 1960).
Активно співпрацював у створенні «Української радянської енциклопедії», «Радянської енциклопедії історії України», інших енциклопедичних видань, підготовці «Історії міст і сіл», написанні книги «Вінок безсмертя. Книга-меморіал» (Київ, 1988).